# 死霊のはらわた リターンズ
『死霊のはらわた リターンズ』（しりょうのはらわた、原題：Ash vs Evil Dead）は、2015年から2018年までStarzで放送されていた、アメリカ合衆国のホラーコメディドラマ。『死霊のはらわた』オリジナル三部作の続編としてブルース・キャンベルが再びアッシュ・ウィリアムズを演じ、ライミのイーヴィル・デッド・ユニバースの世界観を舞台に展開される。
レイ・サンティアゴ、ダナ・デロレンゾ、ジル・マリー・ジョーンズ、ルーシー・ローレス他出演。製作総指揮はキャンベル、ライミ、クレイグ・ディグレゴリオ、そして『死霊のはらわたシリーズ』の4作品をプロデュースしたロバート・タパートが担当している。本シリーズは2015年10月31日に初放送された。放送の3日前、Starzはシーズン2の製作を決めた。
日本では2016年6月24日からHuluで独占配信が開始し、予告編のナレーションは『死霊のはらわたII』でアッシュの声を吹き替えた大塚芳忠が担当している。

## 概要
死霊との凄惨な戦いから30年。アシュリー・“ジョナサン”・ウィリアムズは「バリューストップ」マートでただの店員として働いていた。彼は人生に行き詰まりトレーラーハウスで暮らしながら、夜バーで飲んだり、時折様々な女性とセックスしていた。だが彼はうっかり“死者の書”の呪文を読んだため、悪霊を再び解き放ってしまう
。

## キャスト

### 主要人物
アッシュ・ウィリアムズ
演 - ブルース・キャンベル、日本語吹替 - 江原正士
エンターテインメント・ウィークリーのインタビューでキャンベルは、「アッシュはサバイバーズ・ギルトを抱いている。PTSDを持ちながら絶頂期を過ごした。彼は退役軍人だ。そのことについて話したくなく、女性達には手についてうその話をしている。いくつか問題を抱えている男だ。彼は感情的に離れ業を演じる。だが、彼はあなたが壕にいるときにはいて欲しいと思うような男だ」と述べた。
パブロ・サイモン・ボリヴァー
演 - レイ・サンティアゴ、日本語吹替 - 中村章吾
アッシュの同僚で、助手。アッシュの熱烈な信奉者で、アッシュのヒロイズムを本人が否定するにもかかわらず信じてやまない。以前、叔父のシャーマンから、悪霊と戦える唯一の男、“エル・ヘフェ”について聞かされ、パブロはその男こそまさしくアッシュだと信じて、彼を深く尊敬している。
ケリー・マックスウェル
演 - ダナ・デロレンゾ、日本語吹替 - 田野アサミ
バリューストップで働く、過去から逃げようとしている女性。アッシュとパブロから悪霊との戦いに無理やり引っ張り込まれ嫌々仲間になるが、彼らを違った種類の家族として感じ始める。
アマンダ・フィッシャー
演 - ジル・マリー・ジョーンズ、日本語吹替 - 森なな子
免職されたミシガン州警察の刑事巡査で、相棒が殺された陰惨な事件の犯人としてアッシュを疑い、それを証明しようと彼を見つけ出すため後を追う。
ルビー・ノウビー
演 - ルーシー・ローレス、日本語吹替 - 下山田綾華
最近の悪霊出現の根源を突き止めるを近視眼的に追求している、ミステリアスな人物。『死霊のはらわたII』のレイモンド・ノウビー教授の娘で、アニー・ノウビーの妹だと主張している。家族の死の原因がアッシュにあるとして長い間彼を追い続け、どんな犠牲を払ってでも彼を殺すことを誓っている。彼女はその後自身がネクロノミコンの原作者で、ダーク・ワンだと話すが、これはノウビーだという彼女の主張とは一見矛盾している。だが、デッダイトを燃やすだけの武器であるカンダリアンダガーでやけどを負ったことで、彼女はダーク・ワンに取りつかれたノウビーだという可能性を暗示している。またシリーズ中で、彼女は超人的な能力を発揮している。

### その他
ヘザー
演 - サマラ・ウィーヴィング、日本語吹替 - 朝井彩加
ハイキンググループの唯一の生存者で、小屋にやって来たパブロとケリーに助けられる。だが後に悪霊に取りつかれ、解放のためルビーによって間接的に殺される。
エル・ブルホ
演 - ヘムキー・マデーラ、日本語吹替 - 魚建
パブロの叔父のシャーマンで、アッシュ、パブロ、ケリーはデッダイトへ対抗するための助けを求めて彼の元を訪れる。悪魔エリゴスに憑かれたケリーを解放するため、悪魔祓いの儀式を行なっている最中に、エリゴスに殺される。

## 製作
本シリーズは最初、『死霊のはらわた』第4作目となる映画用の2つのアイデアとして始まった。しかし当時、ライミ兄弟は映画への資金提供をしてもらう方法が分からず、代わりにテレビ番組として書かれることになった。テレビ用に脚本を提供することはサムにとって新しい試みで、シリーズを新しい鑑賞者に理解しやすいように新しいキャラクターを創造した。プロジェクトは2014年のサンディエゴ・コミコンにサプライズ参加したライミによって、初めて公式に発表された。11月にStarzは、シリーズの製作を公式にオーダーしたことを発表した。キャンベルは、チャンネルはアンレイテッドで無制限にできる能力がある放送局だけだと話し、Starzからテレビ向けに”弱弱しい”バージョンを作るようクルーに要求が来ることはなかったとも述べた。法的な問題により、シリーズでは『キャプテン・スーパーマーケット』の内容について言及することができない。オリジナル版映画シリーズのプロデューサー ロバート・タパートはライミ、キャンベル、クレイグ・ディグレゴリオとともに共同プロデューサーとして戻った。今のところシーズン2について、10エピソードの1シーズン（それぞれ30分）の構成でStarzによりオーダーされている。2015年2月11日、レイ・サンティアゴとダナ・デロレンゾがそれぞれパブロ・サイモン・ボリヴァー役とケリー・マックスウェル役として参加した。
シリーズのパイロットエピソードはサム・ライミ、アイヴァン・ライミ、トム・スペジアリーによって書かれた。2015年2月、Starzはジル・マリー・ジョーンズが主要人物のミシガン州警察の刑事巡査 アマンダ・フィッシャーを演じることを確認した。2015年3月、ルーシー・ローレスがルビー役として出演する。2015年4月、Starzは新しいグラフィック・ティーザー広告で番組が2015年秋に予定されていることを発表し、加えてシリーズの新しいポスターも公開した。

## エピソード
| シーズン | シーズン | 話数 | 話数 | 放送期間       | 放送期間       |
| シーズン | シーズン | 話数 | 話数 | 初回放送       | 最終回放送     |
| -------- | -------- | ---- | ---- | -------------- | -------------- |
|          | 1        | 10   | 10   | 2015年10月31日 | 2016年1月2日   |
|          | 2        | 10   | 10   | 2016年10月2日  | 2016年12月11日 |
|          | 3        | 10   | 10   | 2018年2月25日  | 2018年4月29日  |

### シーズン1 (2015–2016)
最初のエピソードは45分で、2015年10月31日の真夜中にスニークプレビューとして放送され、約23万3千人が視聴した
| 通算 話数 | シーズン 話数 | タイトル                               | 監督                   | 脚本                                                         | 放送日         | U.S.視聴者数 (百万人) |
| --- | ------------- | -------------------------------------- | ---------------------- | ------------------------------------------------------------ | -------------- | --------------------- |
| 1 | 1             | "帰ってきた英雄 (ヘフェ)" "El Jefe"    | サム・ライミ           | サム・ライミ アイヴァン・ライミ トム・スペジアリー           | 2015年10月31日 | 0.437                 |
| かつて悪霊たちと死闘を繰り広げたアッシュ・ウィリアムズは、今やトレーラーハウスに住み「バリューストップ」の店員として働く中年男になっていた。夜、バーにセックス相手の女性を物色しに来た彼は、行為中に女性の顔が悪霊に憑かれた姿になるという幻覚を見る。嫌な予感がした彼は帰宅しすぐに“死者の書”ネクロノミコンを確かめると、そこに薬物の入った袋が挟まっているのに気づく。そこでアッシュはようやく、腕にフランス語のタトゥーを入れた女性と家で薬物を吸ってハイになり、前後不覚の状態でネクロノミコンの呪文を唱えてしまったことを思い出す。その頃、通報を受けて洋館へと駆けつけた刑事巡査のアマンダ・フィッシャーと相棒のカーソンは、そこで腕にタトゥーがある女性を発見するが、女性は突如悪霊に変貌し、2人に襲いかかってくる。カーソンが殺され、今度は自分を亡き者にしようと迫ってきた悪霊を苦闘の末倒したアマンダは、悪霊と化して襲ってきたカーソンの頭も吹き飛ばす。アッシュは面倒なことになったと思い、すぐに町から逃げる準備を始める。だが店のおもちゃが悪霊に取りつかれ、アッシュに襲い掛かってきたためやむなく応戦していると、それを見た同僚でアッシュを尊敬しているパブロ・サイモン・ボリヴァーが彼を助ける。戦おうと説得するパブロに対してアッシュは聞く耳を持たずに帰宅してしまい、事故死したはずの母親が帰宅したと話す父親を気にかける新人店員のケリー・マックスウェルとともに、パブロはアッシュのトレーラーハウスに向かう。 |               |                                        |                        |                                                              |                |                       |
| 2 | 2             | "おかえりママ" "Bait"                  | マイケル・J・バセット  | ドミニク・ディアクス                                         | 2015年11月7日  | 0.276                 |
| 久しぶりにデッダイトと応戦し勝利したアッシュは、父親を助けて欲しいというケリーの願いに対し、ネクロノミコンの呪文を解読して世界を元通りにすることが先決だと一蹴する。アッシュの手を借りることを諦め、ケリーは1人で家に向かう。放っておこうとしたアッシュだが、パブロから彼女がネクロノミコンを持って行ったと言われ取り戻すため彼女を追いかける。その途中デッダイトになったスーパーマーケットのアッシュ達の上司が襲ってくるが、割れた瓶で滅多刺しにして退治する。ケリーの家に着いた2人は家に突入するが、当の彼女は一家団欒を楽しんでいた。しかし彼女の母親 スージー（ミミ・ロジャース）の異変に気づいたアッシュは母親からの夕食の誘いを受け、彼女の様子を注視する。 |               |                                        |                        |                                                              |                |                       |
| 3 | 3             | "悪魔の召喚" "Books from Beyond"       | マイケル・J・バセット  | ショーン・クレメンツ                                         | 2015年11月14日 | 0.383                 |
| アッシュ達が去ったケリーの家に謎の女性 ルビーが訪れ、アッシュの手により埋葬されたケリーの父親がデッダイトとして土から出てくる。女性は怯むことなくデッダイトにアッシュが来たのかを問い詰め、それでも答えないデッダイトの顔へ謎のダガーをあてて吐かせようとする。一方のアッシュはパブロとケリーを車に残し、1人でオカルトの専門家であるライオネル・ホーキンス（ケルソン・ヘンダーソン）の書店に入る。そこではアッシュを追っているアマンダがライオネルから情報を聞き出していたが、アッシュを見た彼女は本部に連絡して容疑者の似顔絵を送ってもらい、彼が容疑者だと確信する。アッシュはライオネルにネクロノミコンに書いてある呪文の解読を頼んでいるとき、店に戻ってきたアマンダから銃を突きつけられる。だが、アマンダが店に入っていくのを見ていたパブロとケリーによって彼女は殴り倒され、アッシュはライオネルに解読を進めさせる。その結果、世界を元に戻す方法がよくわからないと言われたアッシュは、図の中で弱そうな下級の悪魔 エリゴスを召喚して直接聞き出すことを思いつく。 |               |                                        |                        |                                                              |                |                       |
| 4 | 4             | "ブルホのまじない" "Brujo"             | デヴィッド・フレイジー | ジェームズ・E・イーガン                                      | 2015年11月21日 | 0.448                 |
| エリゴスに殺されたライオネルがデッダイト化し残されたアマンダが襲われそうになったとき、突如現れたルビーがライオネルをねじ伏せ、アマンダに自分が新しい相棒だと告げる。アッシュ達はパブロの叔父 ブルホの家に向かっていたが途中でケリーの具合が悪くなり、さらに死霊の群れが彼らの車を見つけ襲ってくる。ライオネルを倒したルビーはアマンダに30年前に両親と姉のアニーが殺された事件について話し、その犯人がアッシュであり彼に対して復讐心を抱き続けていることを語った上で、彼女にアッシュを捕らえるための協力を求める。間一髪のところで魔除けが施されたブルホの家に到着し死霊を振り切ったアッシュ達は彼と会い、パブロはアッシュこそがヘフェだと紹介する。アッシュを観察したブルホによるとその力は長年の怠惰な生活で小さくなっているといい、気分が悪くなり車に戻ったケリーにパブロを付き添わせて、世界を元に戻すための答えを見つける儀式を2人で行うことになる。 |               |                                        |                        |                                                              |                |                       |
| 5 | 5             | "悪魔払い" "The Host"                  | デヴィッド・フレイジー | ゾーイ・グリーン                                             | 2015年11月28日 | 0.430                 |
| ブルホによる儀式で意識を失っていたアッシュをエリゴスに取り憑かれたケリーが殺そうと首を絞めていたところ、彼の脳内の景色にエリゴスが現れ逆に無意識で彼女の首を締め上げる。それを見たパブロがアッシュを殴り倒し、拘束された彼は自分にエリゴスが乗り移ったとして勝手に話が進んでいくのを見て反論するが、誰も聞き入れてくれずブルホの悪魔払いを受けさせられる。一方ルビーと行動を共にすることにしたアマンダは、アッシュの切り落とした右手を目印に2人で彼の行方を追っていた。悪魔払いを受けても全く反応がないアッシュにブルホが疑問を抱いたころ、ケリーに取り憑いたエリゴスはパブロを亡き者にしようと企て誘惑していた。だがパブロがぐずぐずしているのに焦れたエリゴスが本性を現し、口の布が外れたアッシュがやっとブルホに実際はケリーにエリゴスが取り憑いていることを話して解放され、2人はパブロを助けにトレーラーハウスへ向かう。 |               |                                        |                        |                                                              |                |                       |
| 6 | 6             | "化け物キラー" "The Killer of Killers" | マイケル・ハースト     | ネイト・クロッカー                                           | 2015年12月5日  | 0.402                 |
| アッシュたちが立ち去った後、ブルホの家を捜索していたルビーとアマンダは、デッダイトとなったブルホに襲われる。デッダイトと格闘中、ルビーが一緒に炎の中に入って消えてしまい、アマンダは1人でアッシュたちを追跡する。ブルホの儀式ですべての始まりの地である山小屋に、ネクロノミコンを埋めることがこの事態を終わらせる方法だと知ったアッシュたちは、ウェスタン・ムースというレストランで食事をとり、そこに現れたアッシュの旧友 レムと近況について話し合う。話が終わり2人を先に車へ行かせたアッシュは、伝票分の金を持っていないとウェイトレスに伝え、その代わりに相応のプレイをすると一方的に約束し、トイレに向かう。レストランの外から様子を見ていたアマンダは店内に入り、トイレにいた彼を捕まえ上司の刑事と合流する。直後、死霊がレストランを襲い、客やウェイトレスがデッダイト化してアッシュを殺そうとする。 |               |                                        |                        |                                                              |                |                       |
| 7 | 7             | "頼れる仲間" "Fire in the Hole"        | マイケル・ハースト     | ショーン・クレメンツ ドミニク・ディアクス アイヴァン・ライミ | 2015年12月12日 | 0.452                 |
| アッシュの疑いが晴れ、アマンダと行動を共にすることになったアッシュたちは、レムが所属するミリシアのキャンプ地に行き、彼から死霊と戦うための武器をもらうことにする。しかしキャンプ地では、既にデッダイトとなったレムによってミリシアのメンバーが次々と惨殺されていた。リーダーのクロスビーは政府が撒き散らしたウイルスが原因だと思っており、レムと最後に会ったアッシュたちに疑いの目を向け、アマンダが警官だと分かるとアッシュと彼女をレムが潜んでいる地下壕に放り込む。その頃、炎の中に消えたルビーが起き上がり、アマンダがレストランに置いたままだった車でアッシュたちを追う。捕まる前に逃げたケリーとパブロは、隠れながら2人を助ける手段を模索する。アッシュとアマンダは襲いかかってくるレムと格闘し、別の出口がないか探す。 |               |                                        |                        |                                                              |                |                       |
| 8 | 8             | "二人のアッシュ" "Ashes to Ashes"      | トニー・ティルス       | マイケル・J・バセット                                        | 2015年12月19日 | 0.465                 |
| 3人に何も言わずいなくなり、1人で忌まわしい山小屋へ訪れたアッシュは、探しに来たアマンダと再会する。彼女に昔のガールフレンド リンダのことを話したアッシュは、ネクロノミコンの見張りを彼女に託し、リンダの体の一部が置いてある物置に行く。アッシュを探していたケリーとパブロは3人のハイカーと出会い、山小屋への案内を頼む。白骨化したリンダの頭蓋骨の横にあるバールを取って戻ろうとしたアッシュだが、ドアが閉まり閉じ込められてしまう。山小屋に着いたケリーとパブロはハイカー3人と別れ、小屋の中に入る。リンダの頭が生きていた頃の外見になって話しかけてきたことに動揺したアッシュは、幻覚だと彼女を無視し物置の外に出ようと試みる。見張っていたアマンダは、目の前に現れたアッシュからここから逃げて2人で暮らそうと言われ心を動かされそうになるが、彼の右手が切り落とされた元の手になっていたことに気づく。そのことを問いただすと、彼自身が手から生えてきた別のアッシュだと認め、襲いかかってくる。 |               |                                        |                        |                                                              |                |                       |
| 9 | 9             | "予期せぬ来訪者" "Bound in Flesh"      | トニー・ティルス       | ロブ・ライト                                                 | 2015年12月26日 | 0.343                 |
| 10 | 10            | "邪悪な者" "The Dark One"              | リック・ジェイコブソン | クレイグ・ディグレゴリオ                                     | 2016年1月2日   | 0.508                 |

### シーズン2 (2016)
| 通算 話数 | シーズン 話数 | タイトル                        | 監督                   | 脚本                         | 放送日                                    | U.S.視聴者数 (百万人) |
| --------- | ------------- | ------------------------------- | ---------------------- | ---------------------------- | ----------------------------------------- | --------------------- |
| 11        | 1             | "恐怖の帰郷" "Home"             | リック・ジェイコブソン | Craig DiGregorio             | 2016年9月27日（オンライン） 2016年10月2日 | 0.436                 |
| 12        | 2             | "思いがけぬ敵" "The Morgue"     | トニー・ティルス       | Cameron Welsh                | 2016年10月9日                             | 0.333                 |
| 13        | 3             | "最後の夜" "Last Call"          | トニー・ティルス       | Noelle Valdivia              | 2016年10月16日                            | 0.321                 |
| 14        | 4             | "呪われたデルタ" "DUI"          | マイケル・J・バセット  | アイヴァン・ライミ           | 2016年10月23日                            | 0.274                 |
| 15        | 5             | "バールの出現" "Confinement"    | マイケル・J・バセット  | William Bromell              | 2016年10月30日                            | 0.274                 |
| 16        | 6             | "盟友よ永遠に" "Trapped Inside" | Mark Beesley           | James E. Eagan               | 2016年11月6日                             | 0.330                 |
| 17        | 7             | "妄想の世界" "Delusion"         | Mark Beesley           | Hank Chilton                 | 2016年11月13日                            | 0.337                 |
| 18        | 8             | "アッシュの襲撃" "Ashy Slashy"  | トニー・ティルス       | Suzanne Keilly and Aaron Lam | 2016年11月20日                            | 0.237                 |
| 19        | 9             | "懐かしの山小屋" "Home Again"   | リック・ジェイコブソン | Jennifer Ames & Steve Turner | 2016年12月4日                             | 0.266                 |
| 20        | 10            | "闘いの果てに" "Second Coming"  | リック・ジェイコブソン | Luke Kalteux                 | 2016年12月11日                            | 0.269                 |

## 音楽
度々サム・ライミとコラボレーションし、『死霊のはらわた』シリーズでも作曲を担当したジョセフ・ロデュカが、オリジナル音楽を提供した。1970年代から80年代の人気曲が引用され、特にデトロイト周辺出身のアーティストがフィーチャーされている（アリス・クーパー、テッド・ニュージェントなど）。インタビューでサム・ライミはシリーズの音楽の選択について、成長不足だったアッシュのキャラクターが30-35年以上を経て進歩したというところをベースにし、「音楽は彼が社会に関与し、生きていく最後のときまで反映するだろう」と述べた。
2015年11月11日、ジョセフ・ロデュカのミュージックスコアタイトルが「Ash vs Evil Dead: Music from the STARZ Original Series」としてヴァレーズ・サラバンド・レコーズから2015年12月11日にデジタル配信、2015年12月18日にCDが発売されることが公表された。以下のトラックはアルバムのものである。
| #         | タイトル                                          | 作詞  | 作曲・編曲 | 時間 |
| --------- | ------------------------------------------------- | ----- | ---------- | ---- |
| 1.        | 「Sheet Show / Main Title」                       |       |            | 4:25 |
| 2.        | 「Ain’t For Shabbas」                             |       |            | 3:22 |
| 3.        | 「Linda / Where It Began」                        |       |            | 2:20 |
| 4.        | 「Ash’s Trip」                                    |       |            | 2:49 |
| 5.        | 「It Did Happen / Outta Here」                    |       |            | 2:50 |
| 6.        | 「A Foul Wind Bloweth / Mom Returns」             |       |            | 2:47 |
| 7.        | 「Deer Amanda / Shut Up Linda」                   |       |            | 3:50 |
| 8.        | 「The Handyman Can’t」                            |       |            | 0:46 |
| 9.        | 「Adios, Tio Brujo」                              |       |            | 2:28 |
| 10.       | 「Soave Pablo / She Got Him」                     |       |            | 2:34 |
| 11.       | 「Offer To Fisher / Handy Escape / She Was Ruby」 |       |            | 2:18 |
| 12.       | 「Let’s Start Over / Pablo’s Process」            |       |            | 2:06 |
| 13.       | 「Kill Me Now / Perp’s Getting Away」             |       |            | 2:07 |
| 14.       | 「No Accident」                                   |       |            | 1:59 |
| 15.       | 「Evil Catches Up」                               |       |            | 1:11 |
| 16.       | 「Missed Ya’」                                    |       |            | 1:38 |
| 17.       | 「Amanda Returns」                                |       |            | 2:38 |
| 18.       | 「Ritual」                                        |       |            | 2:17 |
| 19.       | 「Not My Boyfriend / Burn The Cabin」             |       |            | 1:22 |
| 20.       | 「Burn Baby / Mortal Toys」                       |       |            | 3:52 |
| 21.       | 「Without Evil There Is No Good」                 |       |            | 2:37 |
| 22.       | 「Ash’s Theme」                                   |       |            | 1:35 |
| 合計時間: | 合計時間:                                         | 53:51 |            |      |

## 評価

### 批評家の反応
本作のシーズン1は批評家から称賛された。Rotten Tomatoesでは44件のレビューがあり、批評家支持率は98%、平均点は10点満点中8点となり、批評家の意見の要約は「『死霊のはらわた リターンズ』は映画に忠実で、血みどろかつ面白く、サム・ライミ最愛のホラーシリーズの大胆な復活だ」となっている。Metacriticでは25件のレビューがあり、加重平均値は75/100で「幅広い称賛」となった。

### 受賞
| 年   | 賞                                             | 部門                       | 対象                                                        | 結果       |
| ---- | ---------------------------------------------- | -------------------------- | ----------------------------------------------------------- | ---------- |
| 2016 | ファンゴリア・チェーンソー・アワード           | テレビシリーズ賞           | 死霊のはらわた リターンズ                                   | 受賞       |
| 2016 | ファンゴリア・チェーンソー・アワード           | 主演男優賞（テレビ部門）   | ブルース・キャンベル                                        | 受賞       |
| 2016 | ファンゴリア・チェーンソー・アワード           | 助演女優賞（テレビ部門）   | ダナ・デロレンゾ                                            | ノミネート |
| 2016 | サターン賞                                     | ホラーテレビシリーズ賞     | 死霊のはらわた リターンズ                                   | ノミネート |
| 2016 | サターン賞                                     | 主演男優賞 （テレビ部門）  | ブルース・キャンベル                                        | 受賞       |
| 2016 | ロンド・ハットン・クラシック・ホラー・アワード | テレビプレゼンテーション賞 | 死霊のはらわた リターンズ（エピソード: "ブルホのまじない"） | 受賞       |